# 2866 Hardy
2866 Hardy è un asteroide della fascia principale. Scoperto nel 1961, presenta un'orbita caratterizzata da un semiasse maggiore pari a 2,9122098 UA e da un'eccentricità di 0,2031625, inclinata di 8,21782° rispetto all'eclittica.
È dedicato all'attore comico Oliver Hardy, conosciuto in Italia come Ollio. A Stan Laurel (noto in Italia come Stanlio), che con Hardy formava un famoso duo, è dedicato l'asteroide con il numero precedente, 2865 Laurel.